# Новинский бульвар
Нови́нский бульва́р (до 1877 года — Нови́нский Вал, Нови́нское гуля́ние, в 1940—1990 годах — у́лица Чайко́вского) — улица в Центральном административном округе города Москвы, участок Садового Кольца. Проходит от Смоленской площади (угол Проточного переулка), пересекая улицу Новый Арбат, до Кудринской площади. Нумерация домов ведётся от Смоленской площади. Бульвар, возникший в 1860-е годы, был вырублен в 1937 году. К Новинскому бульвару примыкает с нечётной стороны Большой Девятинский переулок.

## Происхождение названия
Первоначально улица именовалась Новинский Вал по Введенскому Богородицкому монастырю, также называвшемуся Новинским (основан в 1410, упразднён в 1764). После разбивки бульвара в середине XIX века название поменялось на Новинский бульвар.
Существуют разные версии происхождения названия монастыря. Наиболее убедительная из них связывает название с основанием монастыря на новом месте (это косвенно подтверждается тем, что поначалу монастырь упоминался в источниках не только как Новинский, но и как Новый). Другие версии, производящие название от новин — холстов, изготавливавшихся монахинями, или от имени пророка Иисуса Навина, не находят подтверждения. Монастырь располагался за Земляным Валом, к северу от современного Нового Арбата; его владения захватывали современную Конюшковскую улицу и пруды в нижнем течении Пресни.

## История
В XVIII веке земли слобод перешли в руки землевладельцев-дворян, а монастырские земли за Земляным Валом — в руки чиновников и купцов. Во время пожара 1812 года почти все дома выгорели. Сам вал постепенно пришёл в негодность и был срыт в 1820-е гг.
Тогда же широкая улица стала местом народных гуляний с балаганами, каруселями («самокатами»), зверинцами, а в 1841 году здесь была устроена настоящая увеселительная железная дорога с паровой тягой. Гуляние открывалось на Пасху; первые три дня отводились простонародью, а с четвёртого дня его посещала и «приличная» публика. При этом в течение XIX века бульвар оставался аристократическим районом — здесь жили князья Оболенские, Гагарины, известный адвокат Ф. Н. Плевако, композитор П. И. Чайковский, а в начале XX века целый квартал приобрёл Ф. И. Шаляпин.
Зелёный бульвар на Новинском гулянии был устроен только в 1860-е гг.; в торце бульвара, выходящем на Кудринскую площадь, стояло гостиничное здание, снесённое (как и сам бульвар) в 1937 г. В связи с посадкой деревьев народное гуляние было в 1862 году перенесено в самый центр города, на Красную площадь и Болотную площадь, а также на Девичье Поле. Гуляние на Красной площади просуществовало до 1914 года.
Вблизи Новинского бульвара, на углу Новинского переулка и Кривовведенского, находилась Московская женская тюрьма, известная побегом 13 каторжанок 1 июля 1909 г. — событие в истории русского революционного движения, не имеющее аналогов. Других успешных побегов такой большой группы осужденных на каторгу, политических заключенных, да ещё женщин, революционная хроника не знает.
В 1940 году бульвар переименовали в улицу Чайковского в честь композитора П.И.Чайковского, который в 1872-1873 годах жил на соседней Кудринской площади.
В конце 1950-х годов в районе улицы Чайковского был построен первый в Москве автомобильный тоннель.
В ноябре 1990 года улице возвращено название Новинский бульвар.

## Примечательные здания и сооружения

### По нечётной стороне
- № 1 — жилой дом (1891, перестроен в 1932 году)[1].
- № 3 стр. 1 — банковское здание (2000, архитекторы Д. Бархин, М. Леонов, Т. Королёва)[2].
- № 7 стр. 2 (во дворе),  памятник архитектуры (утраченный) — здесь стоял дом композитора А. А. Алябьева. Признанный памятник архитектуры сгорел в результате поджога в 1997 году[3]. На освободившемся месте началось строительство, замороженное в 2008 году. Ныне, с начала 2014 года, на этом месте разбит парк.
- № 9/ 30 — жилой дом, закрепляющий угол с Новым Арбатом, воздвигнут в 1950-х годах по проекту В. И. Курочкина и Н. А. Хохрякова. В доме расположена детская библиотека — филиал № 23 им. Горького. Её интерьеры выполнены в стиле «сталинского ампира»: залы украшены потолочной росписью, орнаментами, картинами, коринфскими колоннами, портретами русских писателей, сюжетами их произведений[4].
- № 11—13 — доходный дом князя С. А. Щербатова (1912, архитектор А. О. Таманян (Таманов), при участии скульпторов А. А. Кудинова, В. В. Кузнецова; роспись интерьеров — художник И. И. Нивинский; строительство вёл архитектор А. Н. Агеенко)[5]. Проект здания был удостоен I премии и золотой медали конкурса лучших построек, проведённого Городской управой в 1914 году[6].

В ноябре 1921 года приказом Реввоенсовета Республики в доме была открыта амбулатория для оказания лечебно-диагностической помощи командному составу, солдатам и матросам 1 и 2-го Дома Реввоенсовета, а также работающему в его управлениях гражданскому персоналу, сейчас — 2-я Центральная поликлиника Министерства обороны, которая в январе 1991 г. по решению руководства Министерства Обороны передислоцировалась на территорию военного городка, ул. Академика Скрябина, дом 3.
- № 11а — дом Оболенских (вторая половина XVIII века).
- № 17 — дом Грибоедовых на Новинском бульваре, главный дом городской усадьбы (конец XVIII века; 1-я треть XIX века; 1970-е)[5]. Здесь родился А. С. Грибоедов.
- № 21—23 — «старое» здание посольства США (1941—1952, архитектор Е. Н. Стамо)[5]. В правое крыло здания вошли стены особняка принадлежавшего корреспонденту Главного управления коннозаводства Николаю Михайловичу Петрово-Соловово, поэтому здание ассиметрично. Изначально строилось как жилое[7].
- № 25, корп. 1 (в глубине) — дом Наркомфина (1928—1930, архитекторы М. Я. Гинзбург, И. Ф. Милинис, инженер С. Л. Прохоров)[5][8].
- № 25, корп. 10 (ранее дом 25 А) — дом работников Совнаркома РСФСР (1932—1934, архитектор С. П. Леонтович). 24 мая 2015 года в рамках проекта «Последний адрес» на этом здании были установлены таблички в память о репрессированных жильцах, медике М. Г. Гуревиче и председателе ЦК Союза рабочих тяжелого машиностроения К. К. Стриевском[9].
- № 25—27 — комплекс усадьбы XIX века, в 1910—1922 годах — владения Ф. И. Шаляпина, ныне — Дом-музей Ф. И. Шаляпина. Рядом с ним в 2003 году установлен памятник Ф. И. Шаляпину.
- № 31 — торгово-офисный центр «Новинский пассаж» (1997—2004, архитекторы М. М. Посохин, А. Ерохин)[10]. Здание называют «квинтэссенцией лужковского стиля» в архитектуре Москвы[11][12][13].

- № 21—23, здание посольства США (1941—1952, арх. Е. Н. Стамо), справа — дом-музей Ф. И. Шаляпина, 2008 г.
- № 25—27, дом-музей Ф. И. Шаляпина
- № 25, дом Наркомфина (1928—1930, арх. М. Я. Гинзбург и И. Ф. Милинис), 2007 г.
- № 31, Торгово-деловой центр «Новинский пассаж» (1997—2004, арх. М. М. Посохин), 2016 г.

### По чётной стороне
- № 8 — многофункциональный комплекс с торговым центром «Лотте-плаза» и гостиницей «Лотте-отель» (2006—2007, архитектор М. М. Посохин). В комплексе с 2005 года также располагалось представительство The Walt Disney Company в России и странах СНГ.
- № 12/4 — жилой дом Военно-морского флота (1937—1939, архитекторы Л. Я. Талалай и А. А. Дзержкович)[5][14]. Дом изображён на картине Александра Дейнеки «Эстафета по кольцу „Б“» (1947).
- № 18 — жилой дом (1951—1957, архитекторы М. В. Посохин, А. А. Мндоянц, соавтор Я. Е. Жислин)[5]. Первоначально значился под номером 16/20. В доме жили актриса Людмила Целиковская (памятная доска) и архитектор Каро Алабян (памятная доска), архитекторы Евгений Стамо[15], Абрам Заславский[16], Иван Звездин[17], Александр Климухин[18], танцовщик и балетмейстер Касьян Голейзовский[19], академик Сергей Дебов[20], военачальник Х.-У. Д. Мамсуров (памятная доска), хормейстер Н. К. Мешко (памятная доска), архитектор И. И. Ловейко (памятная доска), художник П. П. Кончаловский (памятная доска), писательница Н. П. Кончаловская (памятная доска).
- № 18а,  памятник архитектуры (вновь выявленный объект) — доходный дом Ф. Н. Плевако (1907, архитектор П. К. Микини, изразцы М. А. Врубеля).
- № 20,  памятник архитектуры (утраченный) — на этом месте располагался главный дом усадьбы Гагариных, построенный архитектором О. И. Бове в стиле классицизма. Дом был уничтожен при немецком авианалёте в 1941 году.
- № 20а, стр. 3—6 — постройки усадьбы Гагариных (1895, архитектор А. А. Никифоров).
- № 22 — доходный дом У. М. Сарухановой (1914, архитектор К. А. Грейнерт)[5]. В 1981 году здание было реконструировано, и там разместился Дом охраны природы.[21] В доме жил литературный критик Ю. А. Айхенвальд[22]. С 2019 г. в здании располагается новая сцена театра МОСТ.
- № 28/35 — жилой дом работников Гидрометеослужбы (1949, архитекторы Н. А. Хохряков и М. Н. Курочкин)[5]. Среди его жильцов: геофизик, академик В. В. Шулейкин,[23], актёры и кинорежиссёры В. И. Пудовкин[24] и В. А. Грамматиков[25], с 1951 года в доме жил писатель Сергей Михалков (с женой Натальей Петровной Кончаловской)[24], которого в день его 90-летнего юбилея в 2003 году посещал здесь В. В. Путин[26]. Здесь же в юношеские годы жили дети Михалкова, будущие кинорежиссёры Андрей Кончаловский и Никита Михалков[24].

- № 8, Лотте Отель Москва (2006—2007, арх. М. М. Посохин)
- № 20, усадьба Гагариных (утрачена в 1941 г., фото начала XX века)
- № 12/4 — жилой дом Военно-морского флота

## Бульвар в литературе
```
Неделя светлая была
И под Новинское звала
Граждан московских. Всё бежало,
Все торопилось: стар и млад,
Жильцы лачуг, жильцы палат,
Живою, смешанной толпою,
Туда, где, словно сам собою,
На краткий срок, в единый миг,
Блистая пестрыми дворцами,
Шумя цветными флюгерами,
Средь града новый град возник —
Столица легкая безделья
И бесчиновного веселья,
Досуга русского кумир!

Баратынский
, «Цыганка» 
полный текст
 
(недоступная ссылка)
```

```
Эти знаменитые сапоги находились под мышкой у Василия Рогова.  
А сам Василий Рогов находился при начале Новинского бульвара, 
у выхода со Смоленского рынка

Булгаков
, «Таракан», 1925
```